# 科大站
科大站（葡萄牙語：Estação da UCTM）是澳門輕軌氹仔線的中途站，位於氹仔機場大馬路。本站為高架車站，2016年初平頂。受輕軌車廠工程嚴重延誤影響，本站延至2019年12月10日投入服務。

## 車站結構

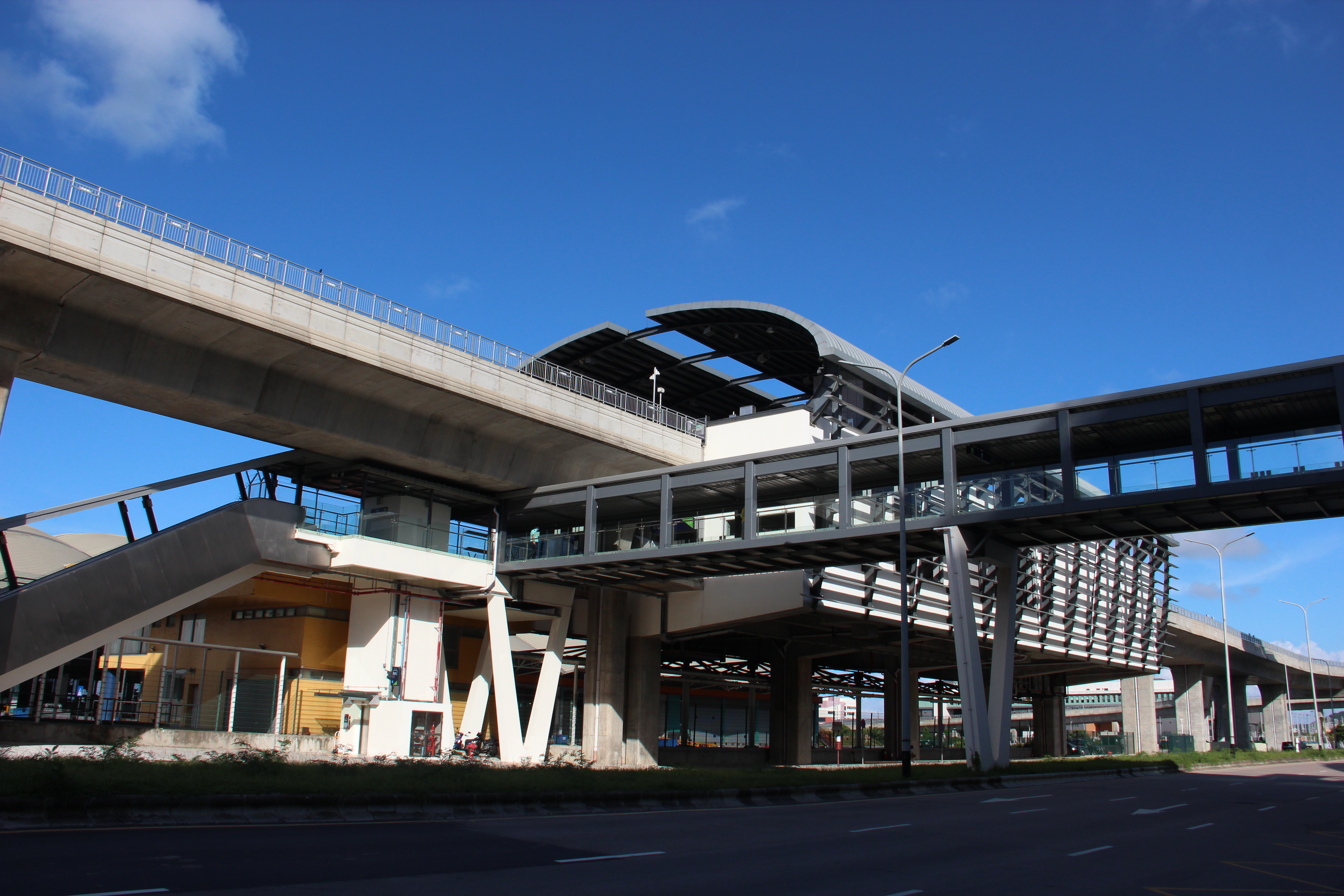
站體結構

### 車站樓層
| 地上二層          | 月台   | \| 側式 · 開左邊车门 \| \| \| \| \| \| \| \| 氹仔線往氹仔碼頭（機場） \| 1 \| \| \| \| 2 \| 氹仔線往媽閣（路氹東） \| \| \| \| 側式 · 開左邊车门 \| \| \| \| \| |   |  |
| 地上一層          | 大堂   | 客務中心、自動售票機、洗手間 |   |  |
| 地面              | 出入口 | |   |  |
| 側式 · 開左邊车门 |        | |   |  |
|                   |        | 氹仔線往氹仔碼頭（機場） | 1 |  |
|                   | 2      | 氹仔線往媽閣（路氹東） |   |  |
| 側式 · 開左邊车门 |        | |   |  |

### 出入口
車站設有兩個出入口。
| 編號              | 指示方向 | 圖片 | 附近目的地                                                              |
| ----------------- | -------- | ---- | ----------------------------------------------------------------------- |
| A                 | 科技大學 |      | 澳門科技大學 澳門國際學校 永利皇宮 科大醫院 離島急診站 霍英東博士大馬路 |
| B                 | 機場海關 |      | 機場海關（貨運） 澳門輕軌車廠 偉龍馬路                                  |
| 註： 設有 \| 設有 |          |      |                                                                         |

## 車站周邊
半徑500米，由近至遠：
公共設施及商業建築
- 澳門科技大學
- 仁伯爵綜合醫院離島急診站
- 科大醫院
- 澳門國際學校
- 永利皇宮
- 新濠天地

## 接駁交通

### 巴士
T417 科大／機場貨運站（M.U.S.T.／Terminal de Carga do Aeroporto）
路線：35、50B、51、N5
T429 機場大馬路／科大醫院（Av. do Aeroporto／M.U.S.T.-Hospital）
路線：51

## 歷史
本站原稱科技大學站（葡萄牙語：Estação Universidade de Ciência e Tecnologia）。
原站點位置向輕軌車廠方向微移，後公佈的《輕軌系統第一期2009興建方案》調整至現時位置。
2011年11月9日，「C370-輕軌一期氹仔口岸段建造工程」公開招標競投。承攬項目為輕軌一期氹仔口岸段建造工程，即由體育館大馬路的尾段至北安大馬路之間的一段輕軌高架行車天橋及車站，工程包括興建本站，最長施工期為1044天。 
2012年6月13日，輕軌一期「路氹城段建造工程」及「氹仔口岸段建造工程」舉行動土儀式，象徵輕軌一期氹仔段全線動工。
2016年4月下旬，本站開展行人天橋樁基礎建造，將機場大馬路部份中央綠化帶將臨時圍封，道路會收窄為單線行車，為期約148天。
2016年11月下旬至12月，本站行人天橋進行前期施工和吊裝工作。
2019年12月10日，氹仔線正式通車，本站亦正式啟用。

## 工程相片

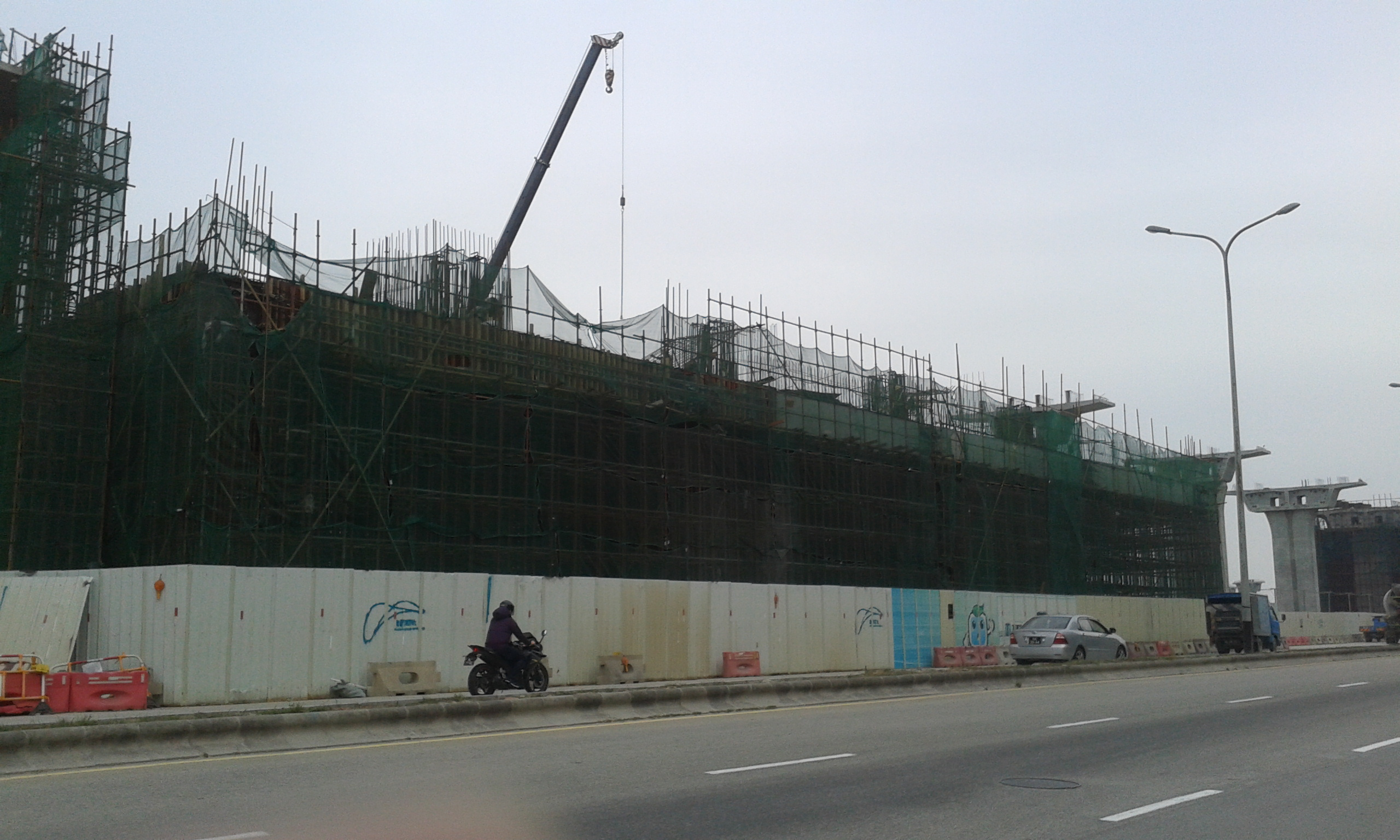
2015年1月
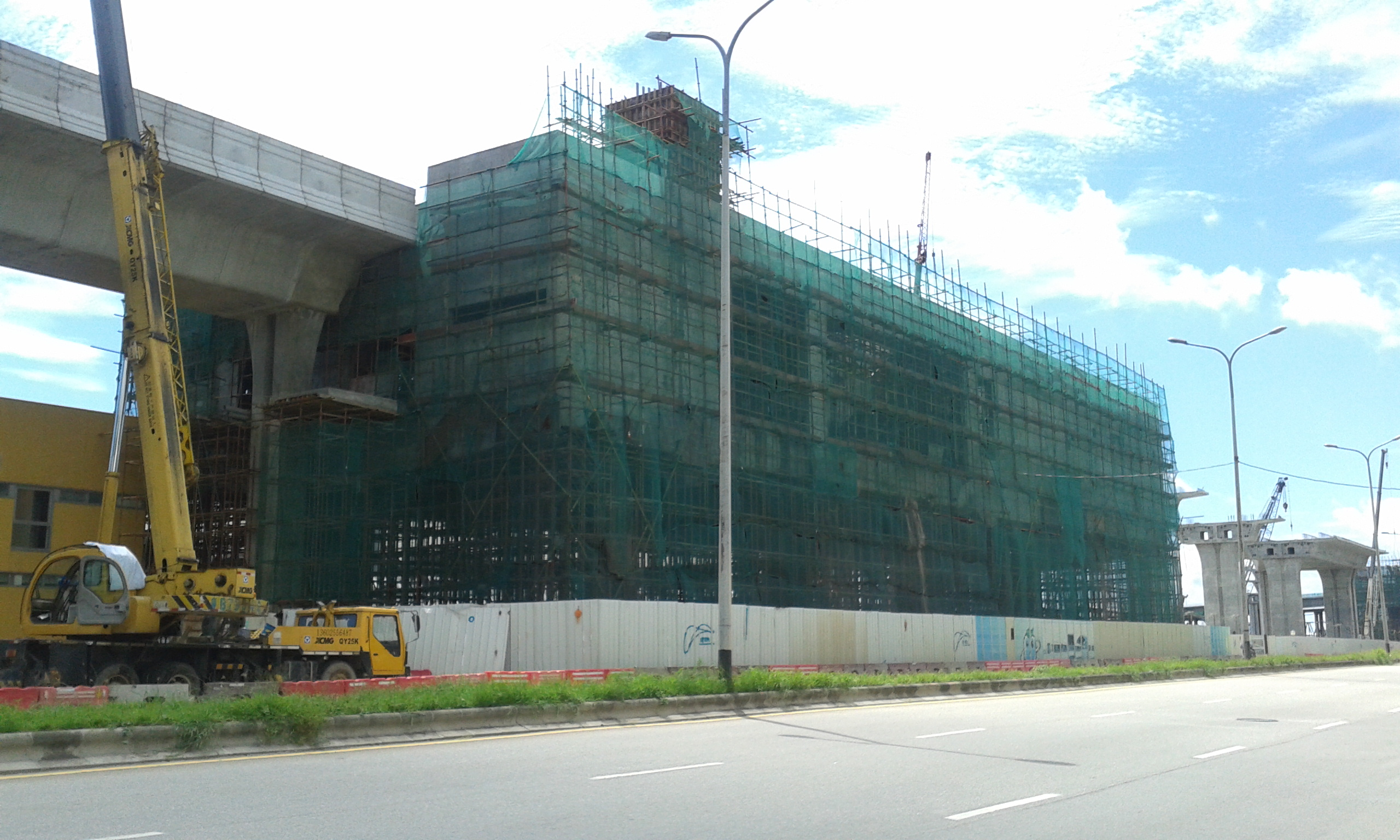
2015年7月
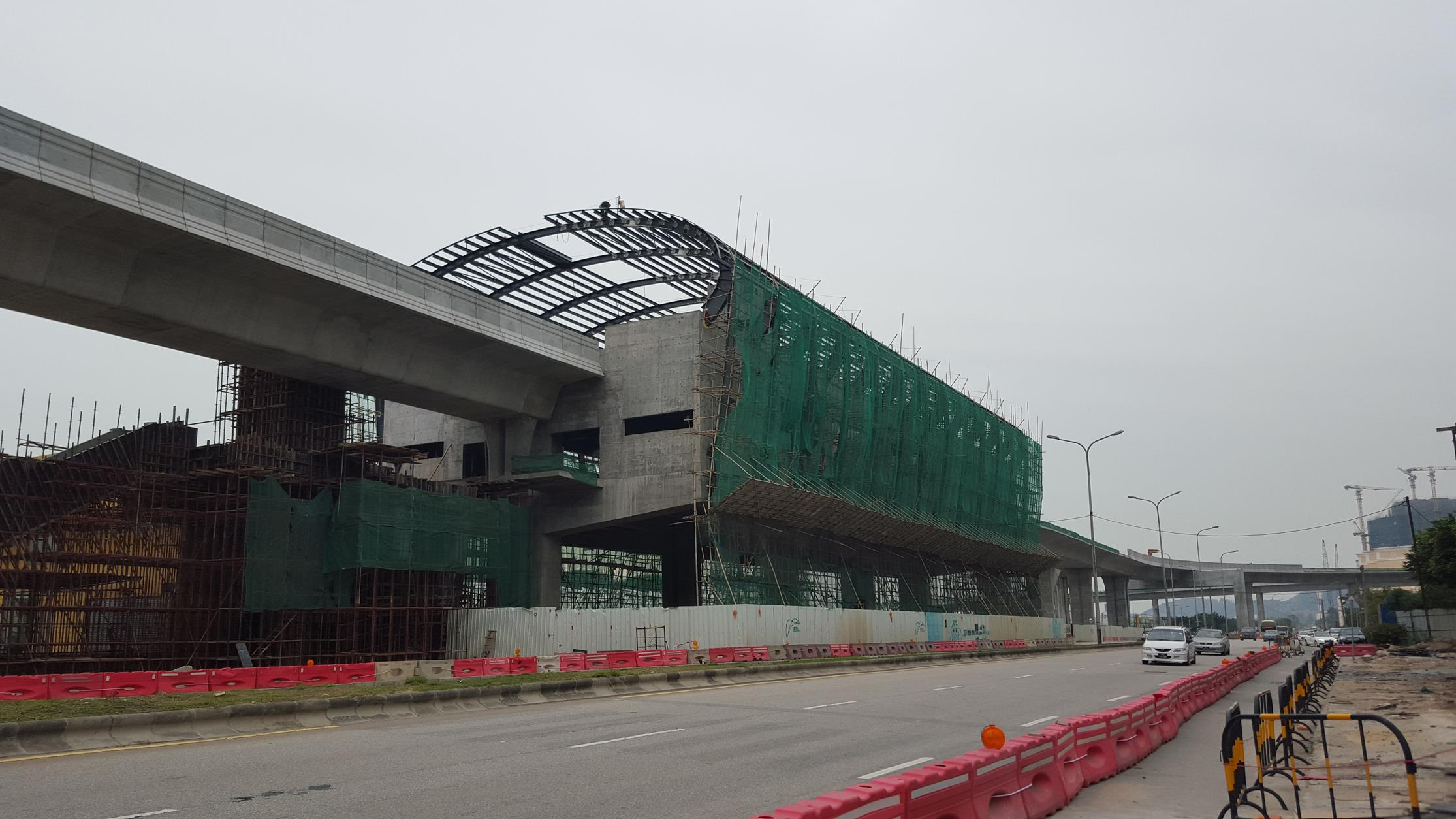
2016年2月
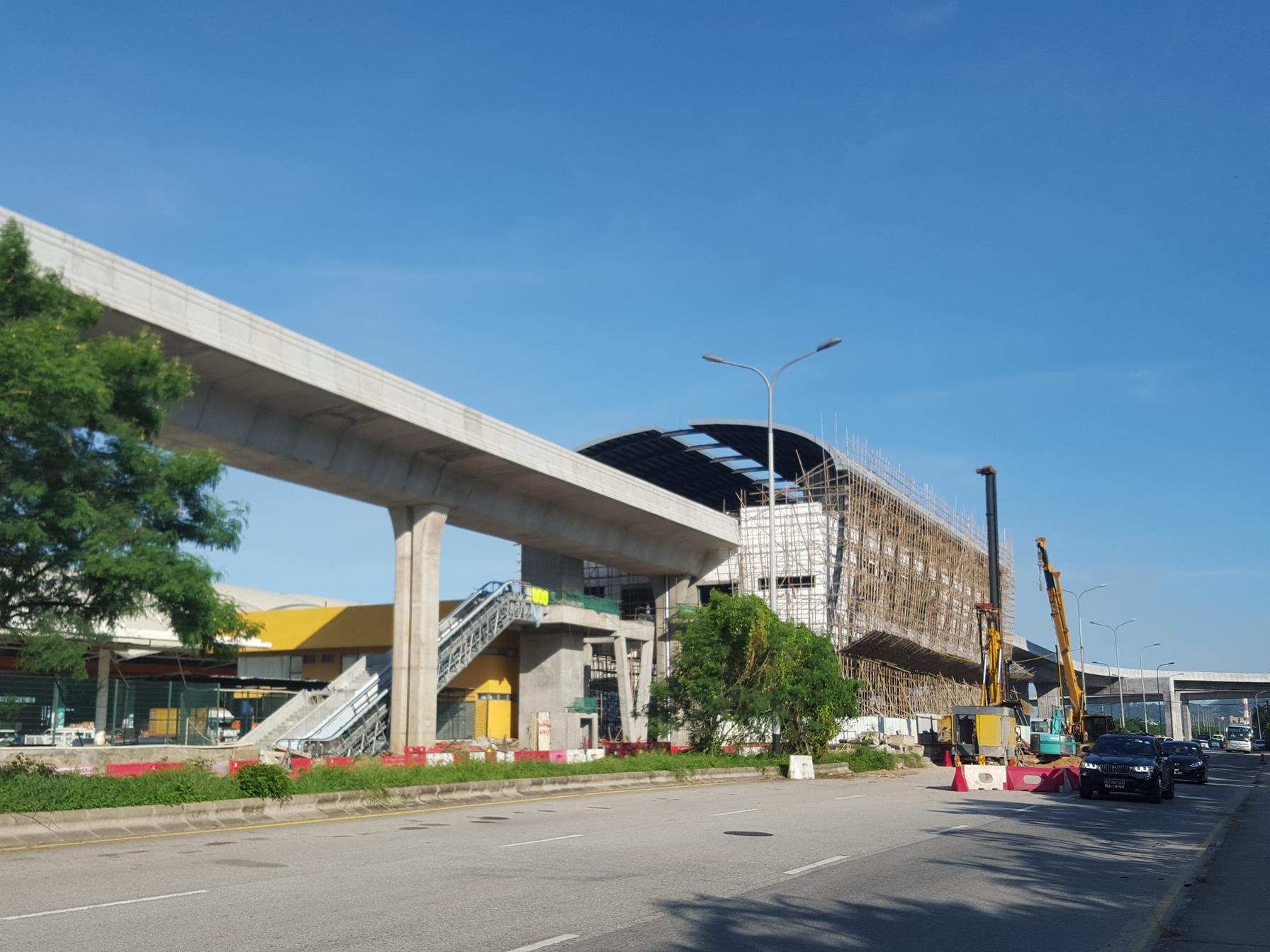
2016年8月
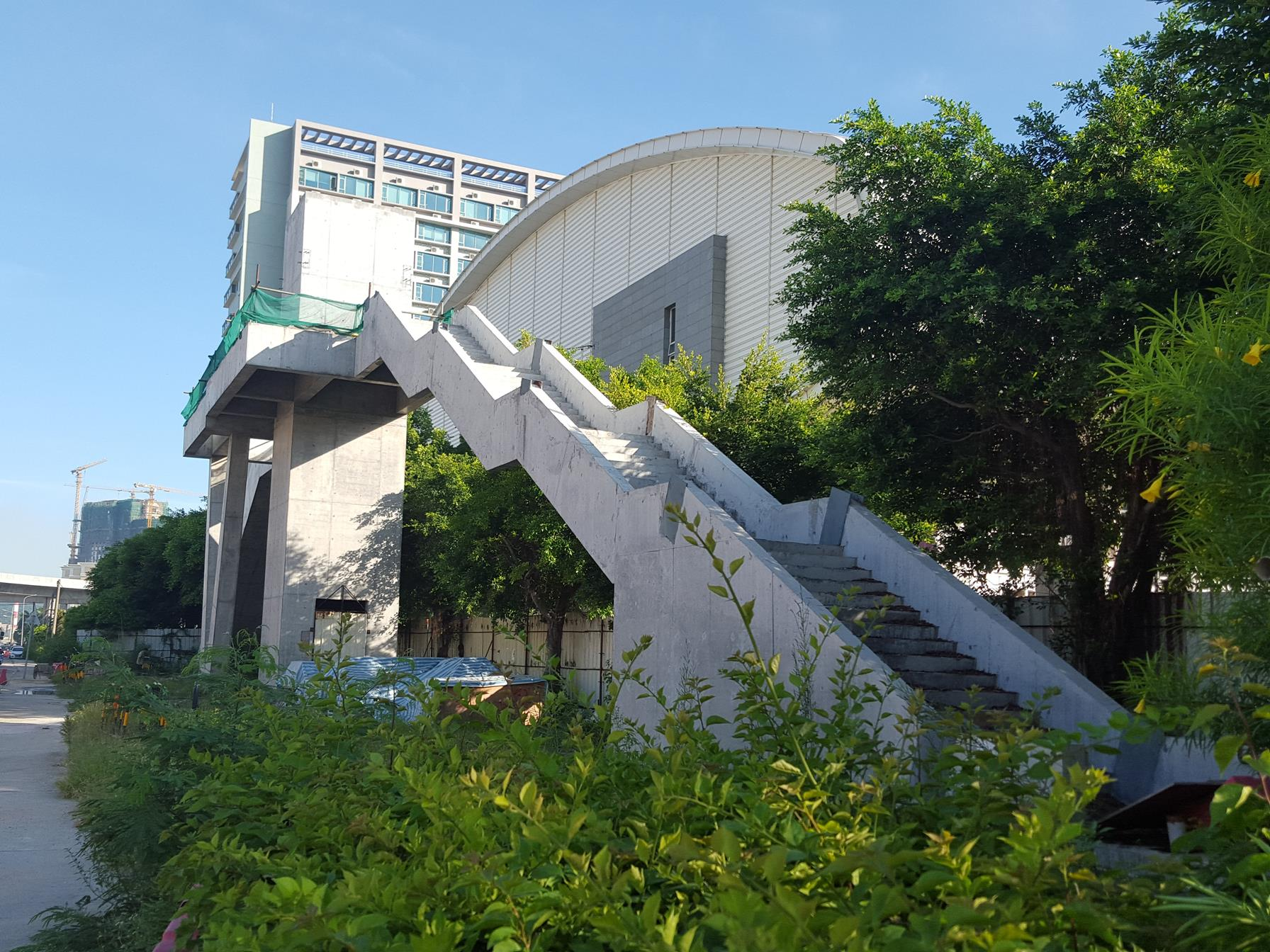
建設中的車站出口

## 外部連結
- 澳門輕軌股份有限公司官方網站 （页面存档备份，存于）